# Michel’le

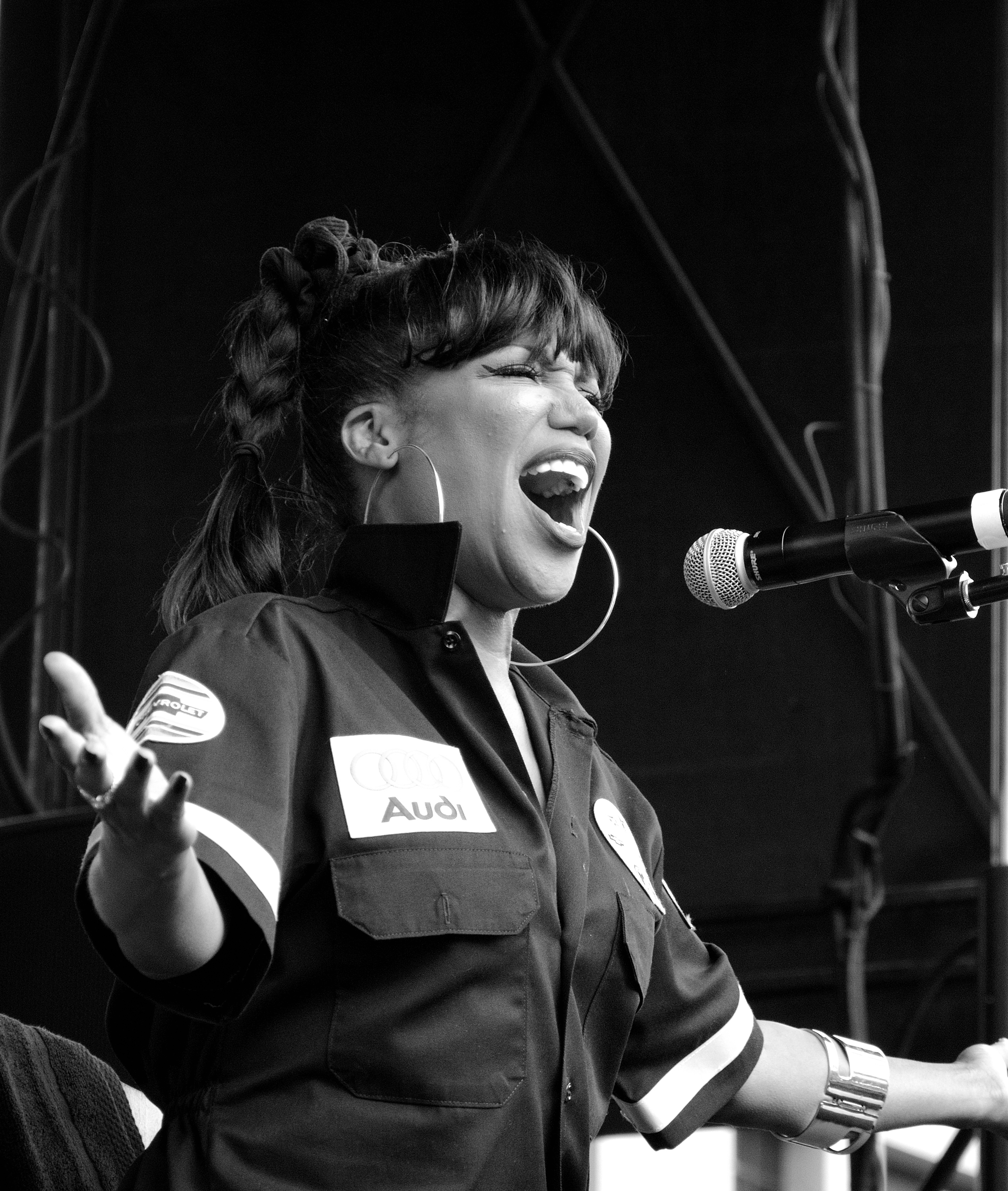
Michel’le (2015)

Michel’le Toussaint (* 1965) ist eine amerikanische Contemporary R&B-Sängerin, die von Ende der 1980er bis Ende der 1990er aktiv war.

## Karriere
1989 veröffentlichte sie ihr Debütalbum Michel’le auf Ruthless Records. Das Album wurde von Eazy-E, DJ Yella und ihrem damaligen Partner Dr. Dre produziert. Es erreichte Platz 35 der Billboard 200 und wurde 1,5 Millionen Mal verkauft. Aus dem Album wurden insgesamt fünf Singles ausgekoppelt, die alle die Charts erreichten. Die erfolgreichste Single war No more Lies, die auf Platz 7 kam. Sie folgte Dr. Dre, mit dem sie einen Sohn hat, zu Death Row Records, die Beziehung endete, als sich Dre 1996 von dem Label trennte. Michel’le veröffentlichte 1998 ein zweites Album Hung Jury bei Death Row, diesmal produziert von Suge Knight, mit dem sie eine Tochter hat. Das zweite Album konnte nicht an den Erfolg des ersten anknüpfen. 2003 veröffentlichte sie ein Lied auf dem Soundtrack zu dem Film Dysfunktional Family.

## Diskografie

### Alben
| Jahr | Titel     | Höchstplatzierung, Gesamtwochen, AuszeichnungChartplatzierungen (Jahr, Titel, Platzierungen, Wochen, Auszeichnungen, Anmerkungen) | Höchstplatzierung, Gesamtwochen, AuszeichnungChartplatzierungen (Jahr, Titel, Platzierungen, Wochen, Auszeichnungen, Anmerkungen) | Anmerkungen                            |
| Jahr | Titel     | UK | US | Anmerkungen                            |
| ---- | --------- | --- | --- | -------------------------------------- |
| 1989 | Michel’le | — | US35 Gold · (43 Wo.)US | Erstveröffentlichung: 23. Oktober 1989 |
| 1998 | Hung Jury | — | — | Erstveröffentlichung: 24. August 1998  |

### Singles
| Jahr | Titel Album                     | Höchstplatzierung, Gesamtwochen, AuszeichnungChartplatzierungen (Jahr, Titel, Album, Platzierungen, Wochen, Auszeichnungen, Anmerkungen) | Höchstplatzierung, Gesamtwochen, AuszeichnungChartplatzierungen (Jahr, Titel, Album, Platzierungen, Wochen, Auszeichnungen, Anmerkungen) | Anmerkungen                                                            |
| Jahr | Titel Album                     | UK | US | Anmerkungen                                                            |
| ---- | ------------------------------- | --- | --- | ---------------------------------------------------------------------- |
| 1989 | No More Lies Michel’le          | UK78 (4 Wo.)UK | US7 Gold · (29 Wo.)US | Erstveröffentlichung: 1989                                             |
| 1990 | Nicety Michel’le                | — | US29 (16 Wo.)US | Erstveröffentlichung: 1990                                             |
| 1991 | Something In My Heart Michel’le | — | US31 (22 Wo.)US | Erstveröffentlichung: 1991                                             |
| 1995 | Let’s Play House Dogg Food      | — | US45 (16 Wo.)US | Erstveröffentlichung: 15. Dezember 1995 Tha Dogg Pound feat. Michel’le |